# Andromeda 7

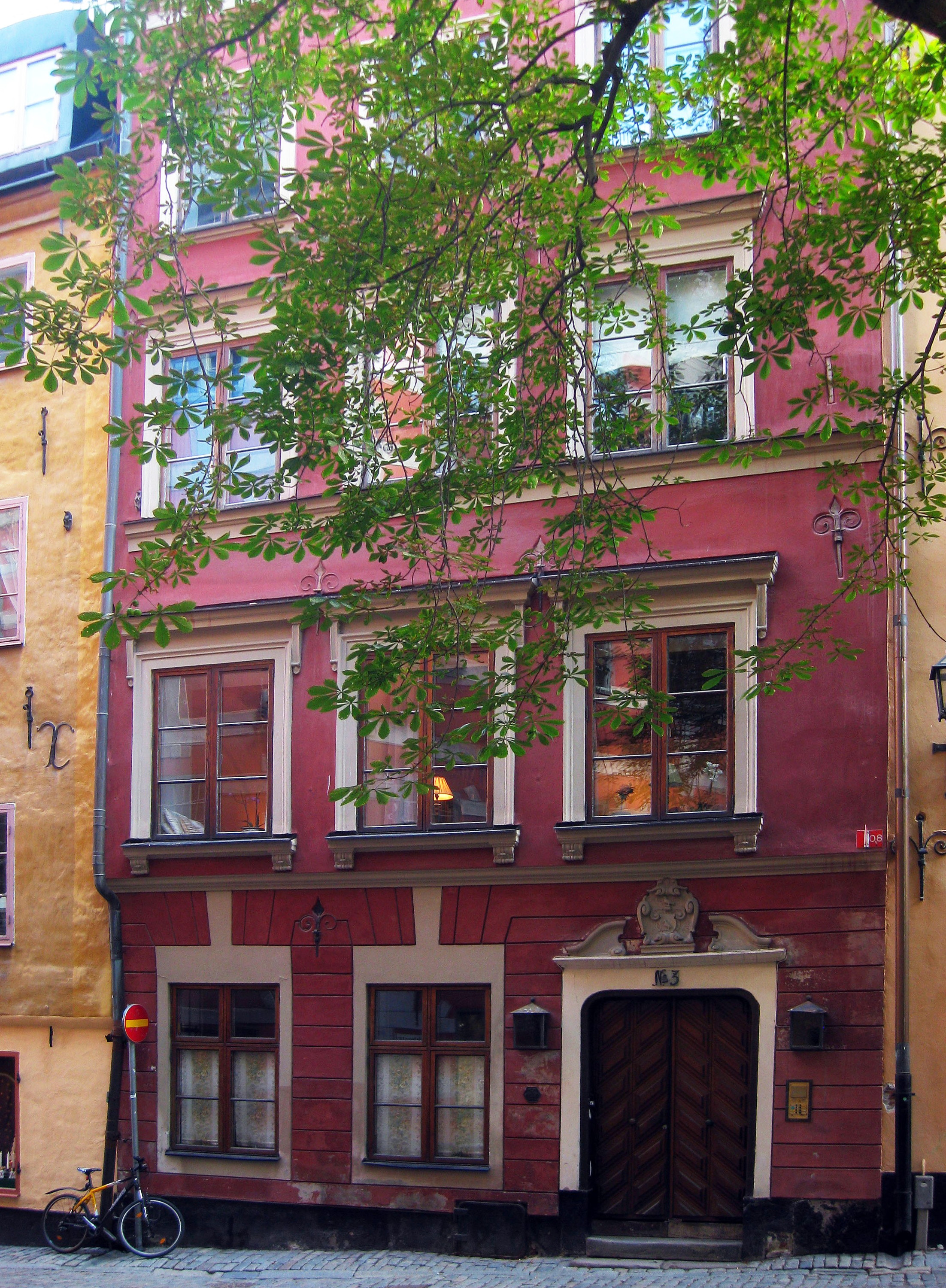
Andromeda 7, 2011.

Andromeda 7 är en fastighet i kvarteret Andromeda på Själagårdsgatan 3 vid Brända tomten i Gamla stan i Stockholm. Fastigheten är ett byggnadsminne sedan 1998.

## Beskrivning
Byggnadens tre nedre våningar har delvis medeltida murverk. I mitten av 1600-talet byggdes huset på med en våning och försågs med naturstensportal och kryssvälvd portgång. Omkring 1820 byggdes ytterligare en våning och 1845 inreddes vinden med en våning. 1969-1970 utfördes en omfattande renovering och ombyggnad då vinden fick ytterligare en våning och taket en ny utformning. Exteriören bevarar i stort sett sitt utseende från 1800-talets andra hälft.

## Bilder

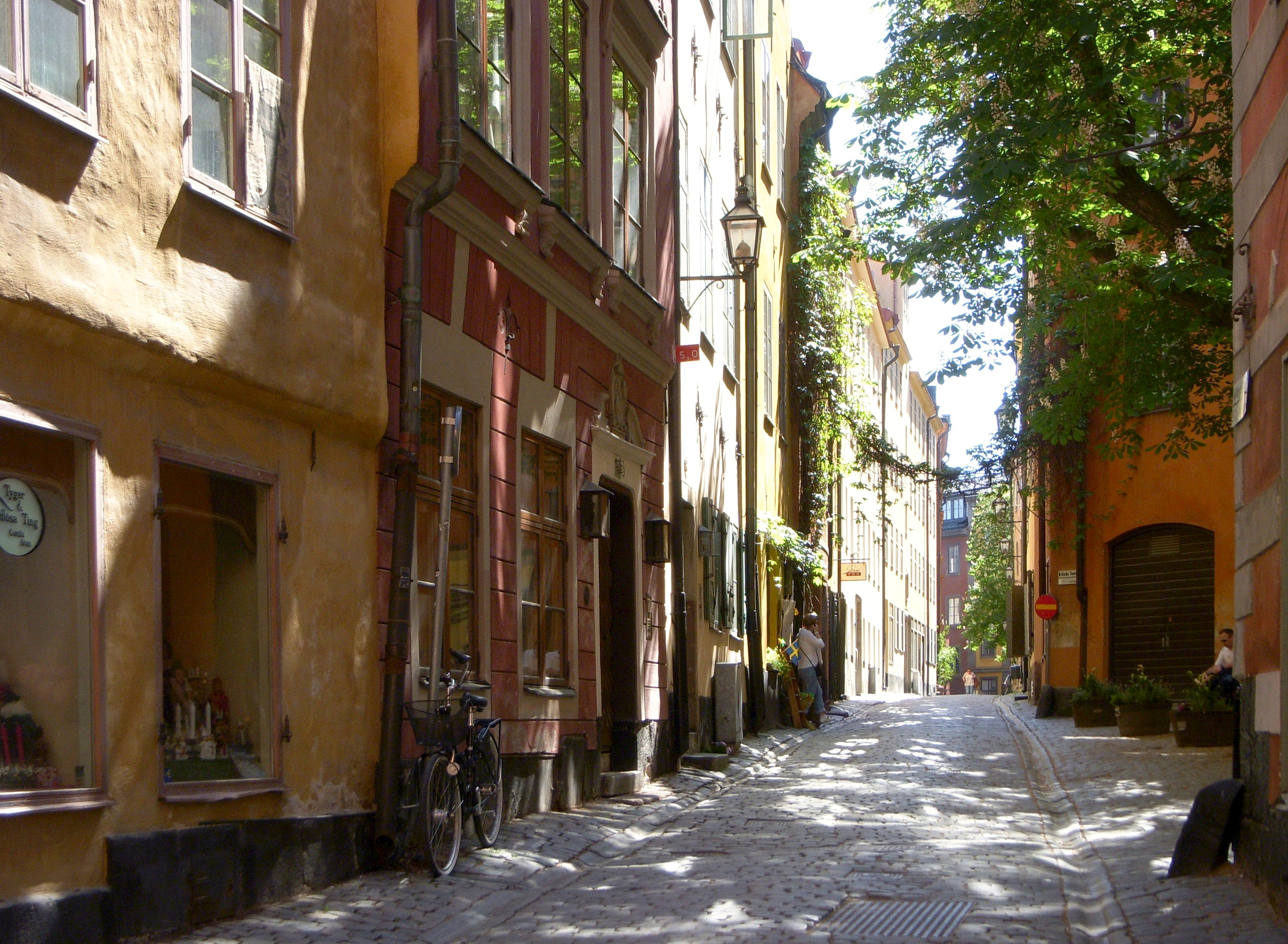
Andromeda 8 och 7.
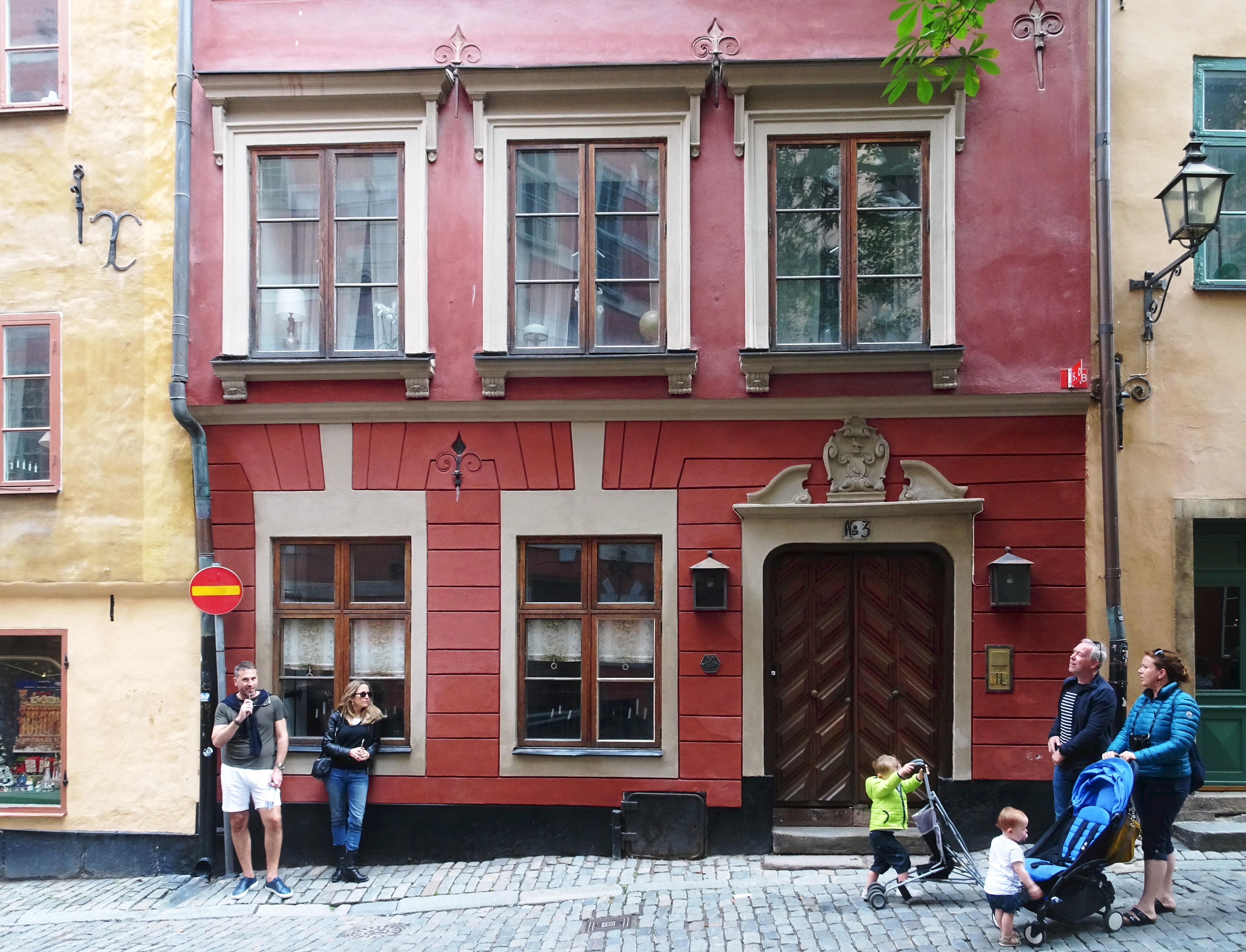
Andromeda 7, bottenvåning och våning 1 trappa.
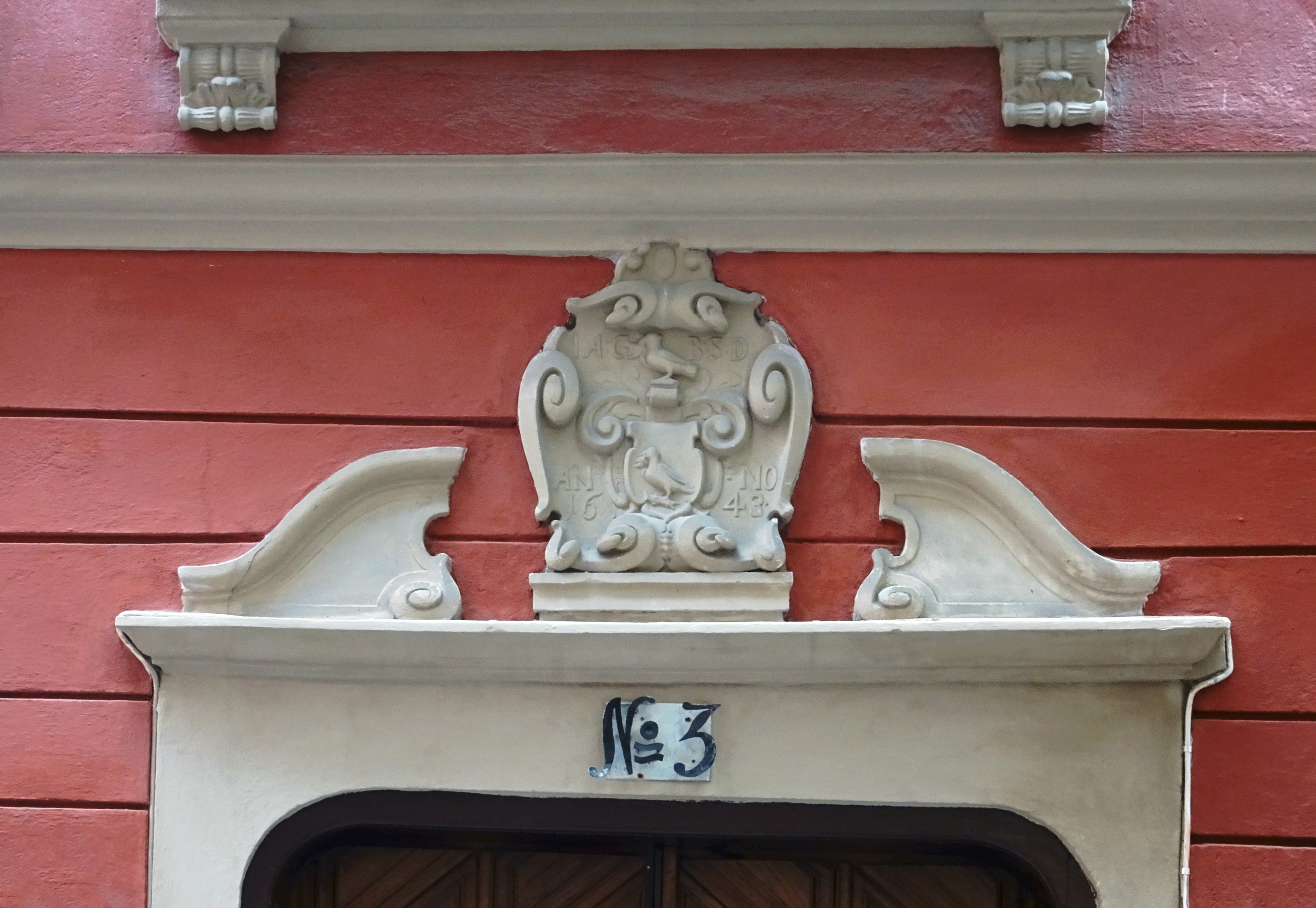
Utsmyckning över portalen "Anno 1643".
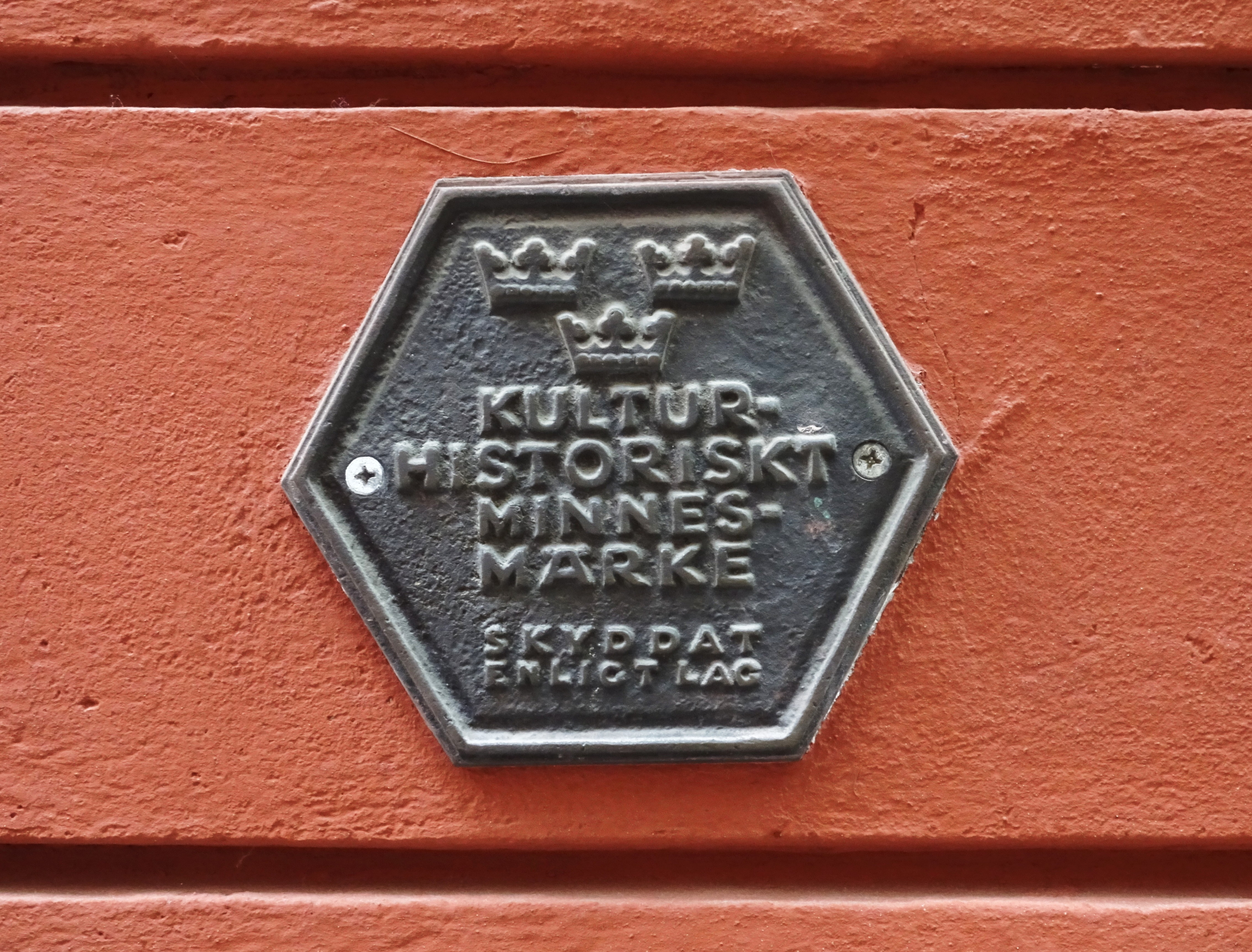
Husets byggnadsminnesmärke.